# Виборчий округ 187
Виборчий округ 187 — виборчий округ в Хмельницькій області. В сучасному вигляді був утворений 28 квітня 2012 постановою ЦВК № 82 (до цього моменту існувала інша система виборчих округів). Окружна виборча комісія цього округу розташовується в будівлі Хмельницької дитячої школи мистецтв за адресою м. Хмельницький, вул. Гагаріна, 3а.
До складу округу входить частина міста Хмельницький (південний берег річки Південний Буг окрім дачних масивів Княжичі і Нива). Виборчий округ 187 оточений округом 188 з усіх сторін, тобто є анклавом. Виборчий округ № 187 складається з виборчих дільниць під номерами 681455-681530, 681532-681533, 681535-681536, 681560 та 681562.

## Народні депутати від округу
| Ім'я                         | Фото | Партія         | Скликання | Дата набуття повноважень | Дата припинення повноважень |
| ---------------------------- | ---- | -------------- | --------- | ------------------------ | --------------------------- |
| Лукашук Олег Григорович      |      | Батьківщина    | 7-ме      | 12 грудня 2012           | 27 листопада 2014           |
| Мельник Сергій Іванович      |      | самовисуванець | 8-ме      | 27 листопада 2014        | 29 серпня 2019              |
| Стефанчук Микола Олексійович |      | Слуга народу   | 9-те      | 29 серпня 2019           |                             |

## Результати виборів

### Парламентські

#### 2019
Кандидати-мажоритарники:
- Стефанчук Микола Олексійович (Слуга народу)
- Діденко Віталій Васильович (Свобода)
- Мельник Сергій Іванович (самовисування)
- Собко Анатолій Іванович (самовисування)
- Неволько Вячеслав Анатолійович (Батьківщина)
- Бейдерман Броніслава Володимирівна (Опозиційна платформа — За життя)
- Коваль Аліна Володимирівна (Голос)
- Слободян Олег Феліксович (Сила і честь)
- Чернилевський Костянтин Іванович (Громадянська позиція)
- Онищук Майя Іванівна (Аграрна партія України)
- Франко Іван Петрович (самовисування)
- Миронов Руслан Сергійович (Опозиційний блок)
- Галко Олександр Михайлович (самовисування)

#### 2014
Кандидати-мажоритарники:
- Мельник Сергій Іванович (самовисування)
- Мовчан Віталій Андрійович (Блок Петра Порошенка)
- Гончарук Володимир Володимирович (самовисування)
- Афійчук Руслан Васильович (Народний фронт)
- Медведчук Анатолій Борисович (Правий сектор)
- Мельник Дмитро Лукіч (самовисування)
- Баранов Ігор Степанович (самовисування)
- Садлій Дмитро Михайлович (Радикальна партія)
- Рохов Руслан Олегович (самовисування)
- Катеренчук Анатолій Федорович (самовисування)
- Мороз Наталія Касянівна (самовисування)
- Прусецький Андрій Вікторович (Опозиційний блок)
- Бугай Іван Тарасович (самовисування)
- Лаврентій Анатолій Степанович (самовисування)
- Середюк Вікторія Вікторівна (самовисування)
- Кірсанова Тетяна Касьянівна (самовисування)
- Ольховий Микола Миколайович (Блок лівих сил України)

#### 2012
Кандидати-мажоритарники:
- Лукашук Олег Григорович (Батьківщина)
- Слободян Олександр В'ячеславович (самовисування)
- Янчук Микола Андрійович (УДАР)
- Мельник Дмитро Лукіч (Комуністична партія України)
- Кабачинська Світлана Іллівна (самовисування)
- Дейнека Олег Володимирович (самовисування)
- Хижняк Сергій Юрійович (Партія пенсіонерів України)
- Бойченко Ігор Петрович (самовисування)

## Явка
Явка виборців на окрузі: